# Дворяне (чин)

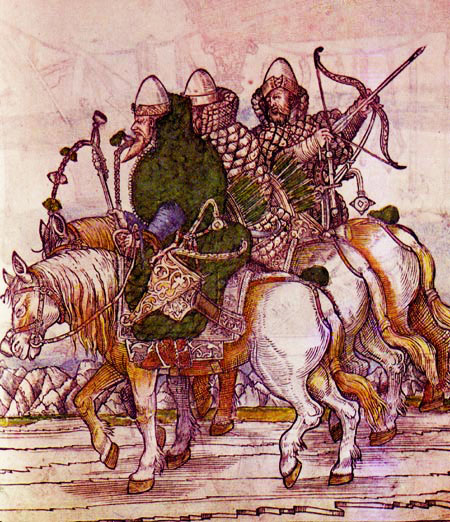
Дети боярские XVI в. Раскрашенная гравюра из издания книги Сигизмунда Герберштейна «Записки о Московии» 1556 г.

Дворя́не — одна из категорий служилых людей в России княжеского и царского периодов.

## Предыстория
Княжеский двор возник в X веке вместе с появлением частновладельческого княжеского хозяйства. Изначально он представлял собой ближайшее окружение князя, которое составляли как зависимые, так и свободные люди, имевшие определённые обязанности. О структуре княжеского хозяйства сообщает «Правда Ярославичей» 70-х годов XI века. В ней упоминаются сельские и ратайные старосты, «старые» конюхи, тиуны, огнищане. Подобные люди, наделённые административными полномочиями, назывались дворянами. Этот термин встречается с XII века.

## История
В XII веке происходит расслоение дружины. Младшая дружина вливается в состав княжеского двора, принося в него «некоторые дружинные принципы». Старшая дружина, состоящая из бояр, обзаводится собственными дворами. Однако термины «дружина» и «двор» могли применять как для обозначения ближайшего княжеского окружения (в том числе — невоенного), так и для личного войска князя. Дворяне впервые упоминаются в «Повести об убиении Андрея Боголюбского» (Лаврентьевский летописный свод под 1175) в качестве участников грабежей в хоромах и волости князя после его убийства. Дворяне упоминаются и в старорусской берестяной грамоте XII века, и в новгородской № 531 конца XII — начала XIII века, а также во многих более поздних берестяных грамотах.
В XII—XIII веках в Новгородской и Северо-Восточной, а также Южной Руси княжеские дворы часто выступают в качестве военных отрядов, однако сохраняют и административные функции. В Новгороде, например, в XII—XV веках они играли роль судебных исполнителей.
В Северо-Восточной Руси на дворян также возлагали не только военные, но и административные и финансовые задачи. Они могли быть гонцами, оповещать местное население о княжеских указах и обеспечивать их исполнение. Сохранили они и функции по управлению вотчинами. Княжеский двор в качестве боевой единицы упоминается впервые в 1380 году, когда двор Дмитрия Донского принял участие в Куликовской битве. В 1436 году упоминается двор Дмитрия Шемяки, который был составной частью войск Василия Юрьевича. Согласно Ермолинской летописи, дворян Шемяки было 500 человек, «а воевода у нихъ — Окынфъ Волынской». В 1433 впервые упоминается Государев двор, образованный соратниками Василия II. Дворянами в это время называли придворных великого князя, а в состав Государева двора входили и другие категории — бояре, дворовые дети боярские. При Иване III Государев двор участвовал во всех важнейших военных кампаниях. Однако в древнерусский и золотоордынский периоды основную часть русских вооружённых сил составляли не дворяне, а городовые полки, а со второй четверти XV века — дети боярские.
С 90-х годов XV века в связи с объединением Руси значительно усилился приток удельных князей и немосковских бояр на службу к великому князю, что расширило и усложнило структуру двора, а позднее привело к межклановым конфликтам, особенно обострившимся после смерти Василия III.

## Дворяне Государева двора
Дворяне Государева двора при формировании поместного войска составили одну из его категорий. Они, как и дети боярские, во временное пользование получали поместья, а в походах были ближайшими слугами великого князя. Однако до середины XVI века они в документах стояли ниже детей боярских, уступая им по местническому рангу. В середине — второй половине XVI века сформировался новый разряд служилых людей — московских дворян, называвшихся также дворовыми или большими дворянами.

## Городовые дворяне

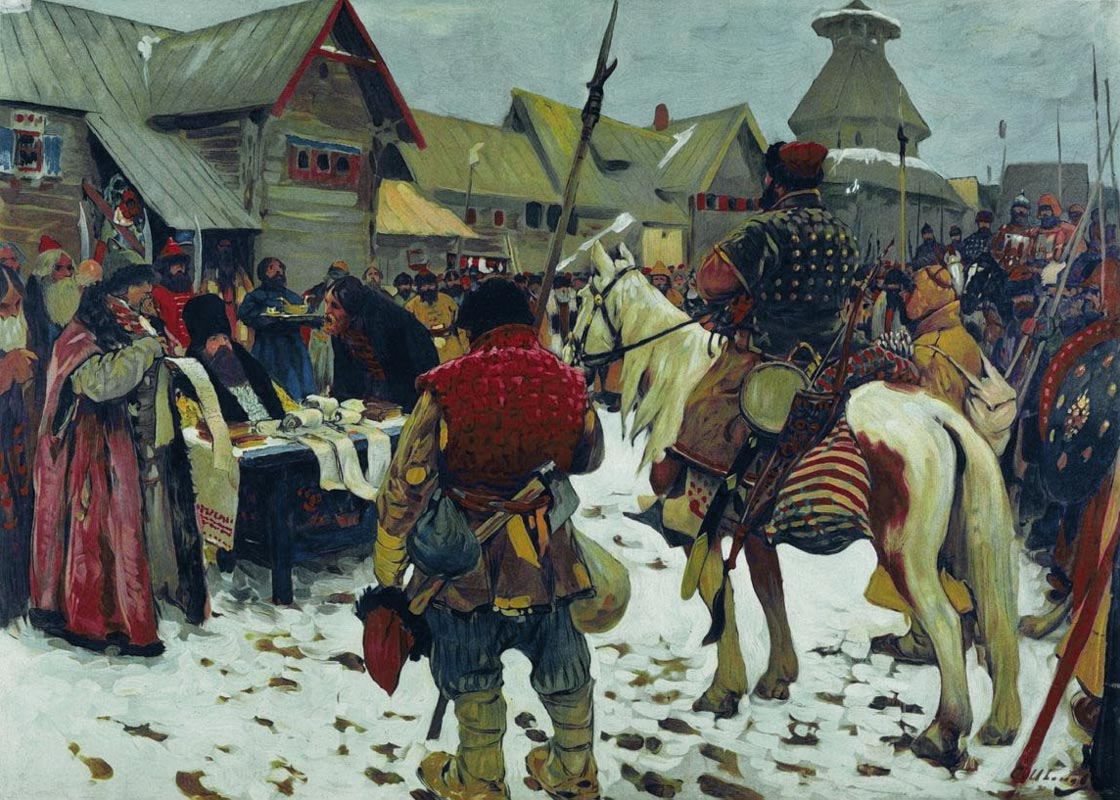
С. Иванов. Смотр служилых людей (XVI—XVII вв.) 1907. Саратовский художественный музей имени А. Н. Радищева

Дворы удельных князей и бояр (дворня, послужильцы) также перешли на службу к великому князю Московскому, и были испомещены в различных пятинах и закреплялись за определённым городом (не Москвой). В результате они были преобразованы в городовых дворян, утратив зависимость от своих прежних князей и бояр. Являлись служилыми людьми московского государства и записывались на военную службу по городам (калужане, владимирцы, епифанцы и другим), составляли областные дворянские конные сотни со своими головами и другими начальными людьми. Они делились на статьи: выборные, дворовые и городовые. Первые составляли городовое дворянство, прочие были дети боярские.
В XVII веке различия между городовыми дворянами и детьми боярскими минимизируются, так что Г. К. Котошихин упоминает о них под одной статьёй.

## Выборные дворяне
Выборные дворяне («выбор из городов», с 1630-х годов — городовые дворяне) — один из статусных чинов Государева двора в Русском государстве в середине XVI — 1-й трети XVII века. Позже — высший слой городовых корпораций детей боярских.
В 1550 году Иваном Грозным был разработан проект «Избранной тысячи», которая должна была быть сформирована из детей боярских. Это послужило началом для формирования выборных дворян, которые комплектовались из дворовых, а в исключительных случаях — и городовых детей боярских. В чине выборных дворян также могли начинать службу дети выборных и московских дворян.
18 декабря 1683 года состоялся Именной указ «О взятии изо всех городов по два человека служивых и отставных дворян и детей боярских, способных к отправлению с Послами для договора о замирении с Польским Королем.».

## Сибирские дворяне
Сибирские дворяне появляются в конце XVII века (с 1684 года). Сначала они были только в Тобольске, а позже и в других сибирских городах. В Тобольские дворяне производились по челобитьям боярские дети и начальные люди старших рангов (головы, атаманы и т. д.). Это давало право добиваться поверстания по «Московскому и Жилецкому спискам», то есть таким образом достигали высших чинов, установленных для служилых людей Московской Руси.

## Преобразование
Пётр I произвёл полную реорганизацию структуры русской аристократии, после чего она вся стала называться дворянством.